# 컴퓨터 생성 홀로그래피
컴퓨터 생성 홀로그래피(Computer-generated holography, CGH)는 컴퓨터 알고리즘을 사용하여 홀로그램을 생성하는 기술이다. 여기에는 홀로그램 간섭 패턴 생성이 포함된다. 컴퓨터로 생성된 홀로그램은 동적 홀로그래픽 디스플레이에 표시되거나 리소그래피를 사용하여 마스크나 필름에 인쇄될 수 있다. 홀로그램을 마스크나 필름에 인쇄하면 일관성 있는 광원에 의해 조명되어 홀로그램 이미지를 표시한다.
"컴퓨터 생성 홀로그래피"라는 용어는 관찰에 적합한 홀로그램 광 파면을 합성적으로 준비하는 전체 프로세스 체인을 나타내는 데 사용되었다. 기존 물체의 홀로그램 데이터를 광학적으로 생성하고, 디지털로 기록, 가공하여 표시하는 것을 CGH라고도 한다.
고전적인 홀로그램에 비해 컴퓨터 생성 홀로그램은 보여주고 싶은 대상이 물리적 현실을 가질 필요가 없으며 완전히 합성적으로 생성될 수 있다는 장점이 있다.
궁극적으로 컴퓨터 생성 홀로그래피는 현재 컴퓨터 생성 이미지의 모든 역할을 확장할 수 있다. 홀로그램 컴퓨터 디스플레이는 CAD(컴퓨터 지원 설계), 게임 및 홀로그램 비디오와 같은 광범위한 응용 분야에 사용될 수 있다.